# Juliette Atkinson

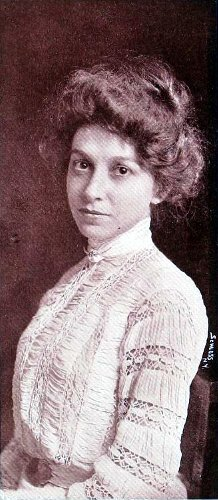
Atkinson (1901)

Juliette Paxton Atkinson (* 15. April 1873 in Rahway, New Jersey; † 12. Januar 1944 in Lawrenceville, Illinois) war eine US-amerikanische Tennisspielerin.

## Biografie
Atkinson war die Tochter eines New Yorker Physikers. Sie gewann in den Jahren 1895, 1897 und 1898 jeweils den Damenwettbewerb der US-amerikanischen Tennismeisterschaften und stand zudem 1896 im Endspiel. Im Doppel war sie bei den gleichen Meisterschaften 1894, 1895, 1896, 1897, 1898, 1901 und 1902 erfolgreich. Zusammen mit ihrer Schwester Kathleen siegte sie 1897 und 1898. 
Bevor die Williams-Schwestern 2001 im Semifinale der US Open aufeinander trafen, waren die beiden Atkinsons die ersten Geschwister, die sich im Halbfinale des Einzelbewerbs begegneten. Im Mixed konnte Juliette Atkinson 1894, 1895 und 1896 mit ihrem Landsmann Edwin Fischer triumphieren.
1918 heiratete sie den Politiker George B. Buxton; ihre Ehe blieb kinderlos. Juliette Atkinson wurde 1974 in die International Tennis Hall of Fame aufgenommen.